# 鶴峯治
鶴峯治（つるみね おさむ、1941年8月21日 - 2015年2月2日）は鹿児島県出身の元オリンピック競泳日本代表選手である。種目は平泳ぎ。

## 人物
- 定時制高校卒業後の1961年に海に憧れ、海上自衛隊に入隊、カナヅチ状態だったが、教官から見抜かれ、水泳を始めてから3年で入賞した。1964年の東京オリンピックでは6位入賞、当時は広島県の江田島にある第1術科学校生だった[1]。
- 除隊後は1965年に日本大学文理学部に入学。その年ブダペストで開催されたユニバーシアードで優勝。1967年に東京都で開催されたユニバーシアードで日本選手団の旗手を務めた。1968年にメキシコシティーオリンピックでは8位となった[2]。
- 引退後は1969年に広島県にある尾道高等学校の教諭、インターハイで優勝したり、田口信教や高橋繁浩などオリンピック選手を多く育てた。1979年に中京大学講師として赴任[1]、水泳部顧問として活躍した[3]。1984年にロサンゼルスオリンピックのコーチを担当した。